# Yago Fernández
Yago Fernández Prieto, född 5 januari 1988 i Lissabon, är en portugisisk fotbollsspelare (mittback).
Han spelade för Malmö FF till och med säsongen 2011. Han skrev kontrakt med den spanska klubben Real Oviedo inför säsongen 2013.
Efter en misslyckad sejour i Real Oviedo som kantades av en schism med ägaren Carlos Slim beslutade Yago att bryta sitt kontrakt och skriva på för BK Häcken i den svenska högsta divisionen, Allsvenskan.

## Klubbkarriär

### Tidig karriär
Fernández spelade i början av sin professionella karriär för de spanska klubbarna Valencia och RCD Espanyols B-lag och på lån till Gil Vicente i sitt hemland Portugal. När hans kontrakt med Espanyol skulle förnyas valde den spanska klubben att förlänga det.

### Malmö FF
I juli 2010 blev Fernández inbjuden till provspel i Malmö FF som led av försvarskris efter att Jasmin Sudić blivit skadad. Fernández spelade i en träningsmatch mot Fulham som slutade 0-0. Hans spel där och att han spelade bra på träningarna gav honom ett kontrakt fram till slutet av 2010, vilket bekräftades av MFF:s tränare Roland Nilsson i en intervju med SvenskaFans. Han spelade även säsongen 2011 i Malmö FF.

### BK Häcken
I augusti 2013 blev Fernández klar för BK Häcken. Fernández lämnade BK Häcken efter säsongen 2013 då de inte valde att förlänga hans kontrakt.